# Jean-Baptiste Matho
Jean-Baptiste Matho (Montfort-sur-Meu, 6 marzo 1663 – Versailles, 16 marzo 1743) è stato un compositore francese.

## Biografia
Nato in Bretagna, in un piccolo paese presso Rennes, Matho (il cui vero cognome era Thomassin) fu condotto a Parigi assai giovane, poi a Versailles, riuscendo ad entrare a corte grazie alle sue qualità canore. Fu nominato dapprima Paggio del Re, poi, nel 1684, Tenore della Capella reale, quindi, nel 1688, Maestro di canto dei principi di Francia, in particolare della delfina, del duca e della duchessa di Borgogna.

Dal 1703 al 1707 fu responsabile delle musiche per le feste che si tenevano a Châtenay-Malabry, presso Sceaux.

Nel 1711 divenne Cantore ordinario della Cappella di Musica, nel 1714 fu direttore di musica per Michel-Richard Lalande, quindi, nel 1717, Cantore della Cappella reale e della Camera.

Infine (1720) fu nominato Maestro di musica di Camera del Re, nonché responsabile dell'educazione musicale del giovane Luigi XV a fianco di François Couperin e Jean-Joseph Mouret. Visse sempre, e morì, alla corte di Francia a Versailles, ma nulla si sa dei suoi ultimi anni.

## Principali composizioni da camera
- Mottetti vari
- Un Idillio, dedicato a M.me de Maintenon
- Divertimenti di corte e musiche per le feste

## Opere
Le sue opere (o composizioni di scena) furono in parte composte per la Duchessa du Maine, a Châtenay.
- 1687 - "Tircis et Célimène" o "Les Bergers de Marly". Pastorale. (Su testo di A. Morel).
- 1699 - "Coronis" . Tragedia. Rappresentata nel 1699 e nel 1702 a Fontainebleau.
- 1703 - "Philèmon et Baucis" (Testo di N. de Malézieu). Non più reperibile.
- 1704 - "Le prince de Cathai" (Testo di N. de Malézieu). Non più reperibile.
- 1705 - "La Tarentule" (Testo di N. de Malézieu). Non più reperibile.
- 1706 - "La fine Mouche" (Testo di N. de Malézieu). Non più reperibile.
- 1707 - "L'Hôte de Lemnos" (Testo di N. de Malézieu). Non più reperibile.
- 1714 - "Arion". Tragedia. (Testo di Luois Fuzélier).
- 1718 - "Ballet des Saisons" (Testo di Pierre-François Godard de Beauchamps), musica di Matho e Alarius (Hilaire Verloge, ca 1684-1734).[1] Rappresentata alle Tuileries nel febbraio 1718.